# Echeng
Der Stadtbezirk Echeng (鄂城区,  Èchéng Qū) ist ein Stadtbezirk der bezirksfreien Stadt Ezhou im Osten der chinesischen Provinz Hubei. Sein Verwaltungsgebiet erstreckt sich über eine Fläche von 600,1 km², und er zählt 662.700 Einwohner (Stand: Ende 2019). Er ist Zentrum von Ezhou. Sein Regierungssitz ist im Straßenviertel Gulou 古楼街道.

## Administrative Gliederung
Auf Gemeindeebene setzt sich der Stadtbezirk aus vier Straßenvierteln, neun Großgemeinden und einer Gemeinde zusammen.